# Stefan Sipiński
Stefan Sipiński (ur. 12 sierpnia 1888 w Poznaniu, zm. 8 września 1953 w Nowym Dworze Gdańskim) – przedwojenny polski aktor teatralny. Brat Józefa Sipińskiego, również aktora.
W latach 20. oraz na początku 30. XX wieku występował w Teatrze Polskim w Bydgoszczy, a później w Teatrze Miejskim w Łodzi. Po wojnie osiadł w Nowym Dworze Gdańskim, gdzie przez pewien czas pełnił funkcję burmistrza. Tworzył Teatr Ludowy w Nowym Dworze Gdańskim.